# Kungshamra

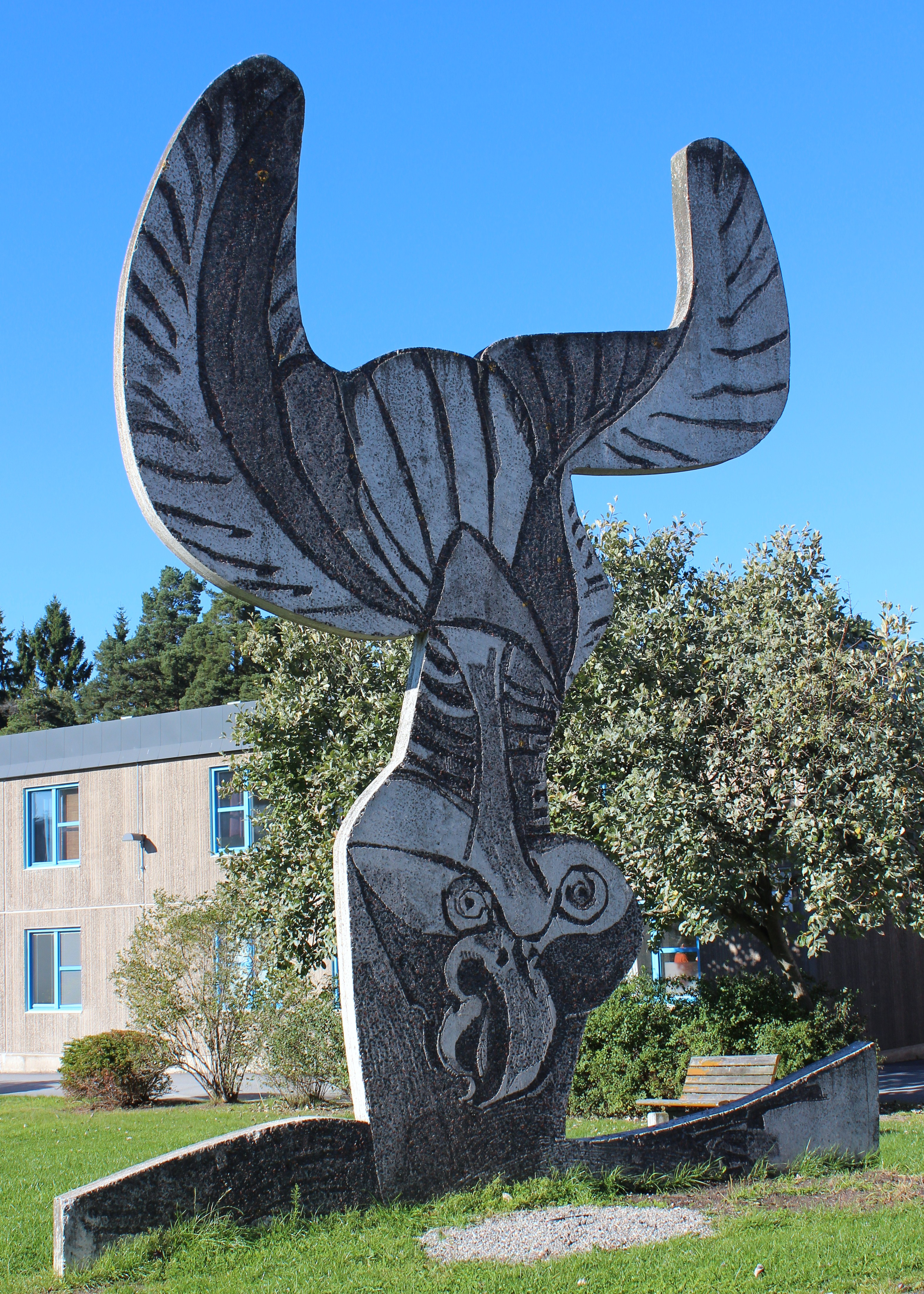
Skulptur av Pablo Picasso i Kungshamra.

Kungshamra är ett studentbostadsområde i Bergshamra i Solna kommun. Det består av 1 383 studentbostäder. Området byggdes 1965-1967, marken donerades av kung Gustaf VI Adolf och fick därför heta just Kungshamra. Arkitekter var ELLT arkitektkontor, Gunnar Martinsson var landskapsarkitekt. Under åren 2003-2005 utökades området med 571 studentbostäder. Husen ägs och förvaltas av Stiftelsen Stockholms studentbostäder. Den äldre delen är idag q-märkt.

## Historik
Det ursprungliga området består av 812 lägenheter, varav 260 var familjelägenheter. Området byggdes 1965-1967 efter att ELLT arkitektkontor fick första plats i arkitekttävlingen 1962 om stadsplan och bostäder. Marken donerades av kung Gustaf VI Adolf, som stundvis även bodde på det närliggande Ulriksdals slott. Marken hade i äldre tid tillhört Ulriksdals kungsgård. Ett gemensamhetscentrum byggdes 1968 och det innehöll då en taverna, en centraltvätt och två barndaghem. Husen ägs och förvaltas av Stiftelsen Stockholms studentbostäder. KHF, Kungshamra Hyresgästförening, har skapats för att ta tillvara hyresgästernas intressen.

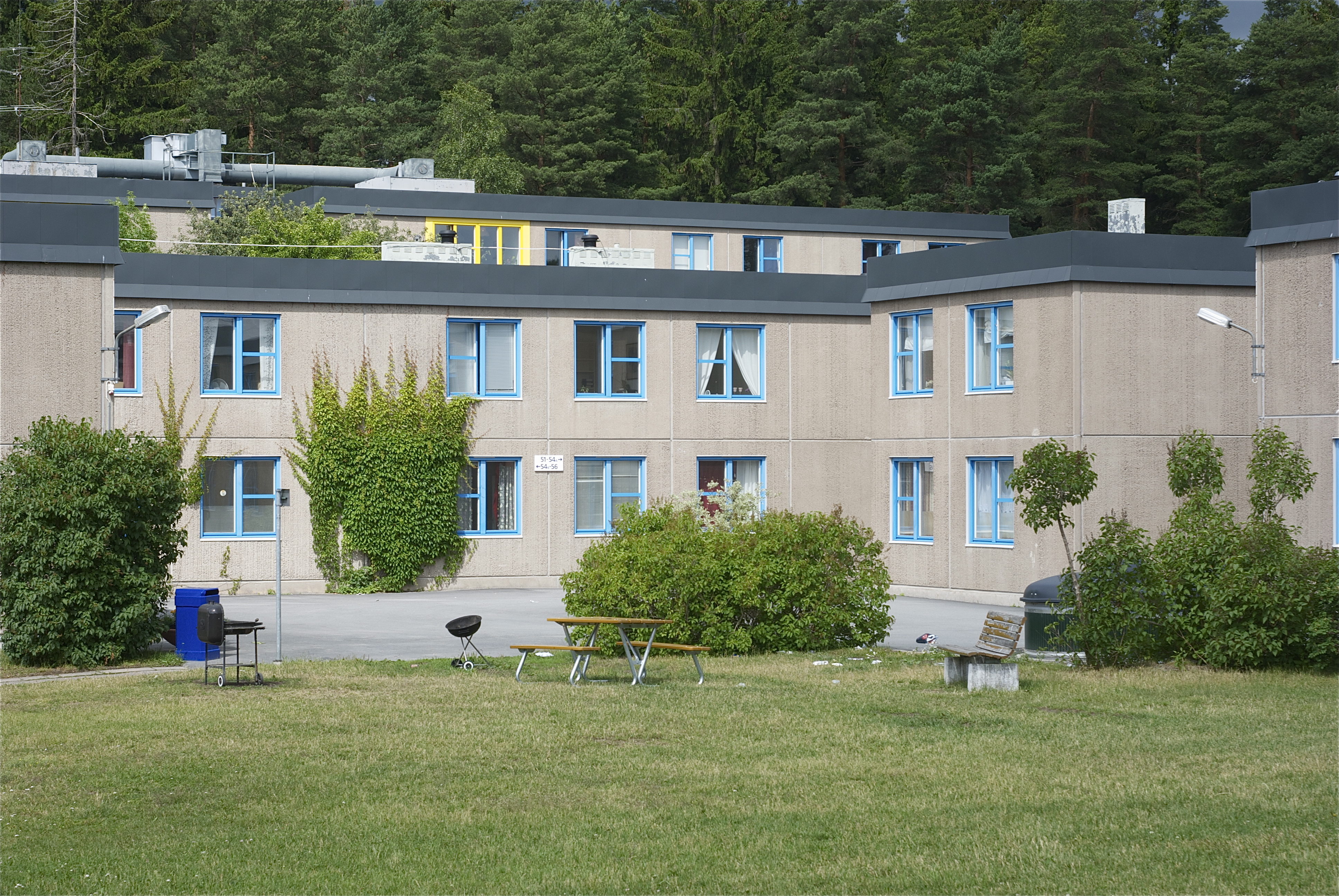
Bostadshus grupperade kring den inre parken.

Området är uppbyggt av sex identiska bostadsgrupper. 4-våningshusen innehåller enkelrum i grupper om 10-12 rum med gemensamt kök, och är förlagda till ytterkanten av området. 2-våningshusen innehåller familjelägenheter; huvudsakligen 2-rumslägenheter med 3-rumsfunktion. Med hjälp av husens gruppering bildas gårdar som alla entréer riktas mot.
Området planerades som bilfritt, med parkeringar utanför. Landskapsarkitekt var Gunnar Martinsson. Gårdar och mellanrum är hårdgjorda för att tåla slitage, med en variation i markbeläggningen. Martinsson menade att området inte behövde några planerade lekplatser, eftersom hela området skulle kunna fungera som ett lek- och uterum.
Familjelägenheterna består av 2 rum och kök, med trerums-funktion. Med det avses att köket, lägenhetens största rum, har en matplats och dagligdel, separerad från beredningsdelen. Beredningsdelen kan stängas till för att dölja stök. Kök och dagligrum är förlagda mot gårdarna, så att föräldrarna kan ha uppsikt över barnen. Byggnaderna planerades med balkonger och utvändiga trappor, något som aldrig genomfördes.
Byggnaderna är konstruerade av fabrikstillverkade stomelement i betong, Skarne-systemet. Samma system användes inom miljonprogrammet. Elementen framhävs med tydliga skarvar och omålad texturerad yta. Fönstren hade ursprungligen fönsterkarmar i trä och var målade i gult, blått och rött. Färgsättningen gjordes i samarbete med konstnären Åke Pallarp. Det har senare bytts ut mot aluminiumkarmar. Arkitekterna ville få fram en kontrasterande livfullhet till betongens allvarliga tyngd med hjälp av de  starka färgerna.  I områdets mitt, i parken, finns en betongskulptur av Pablo Picasso. Skulpturen skänktes till studentområdet år 1969 av byggmästare Allan Skarne.
Under åren 2003–2005 utökades området med 571 studentbostäder. Den nyare bebyggelsen är målade i grått eller vitt och pryds av franska balkonger och fönsterkarmar i gult. Den äldre delen är idag q-märkt. 

## Bilder

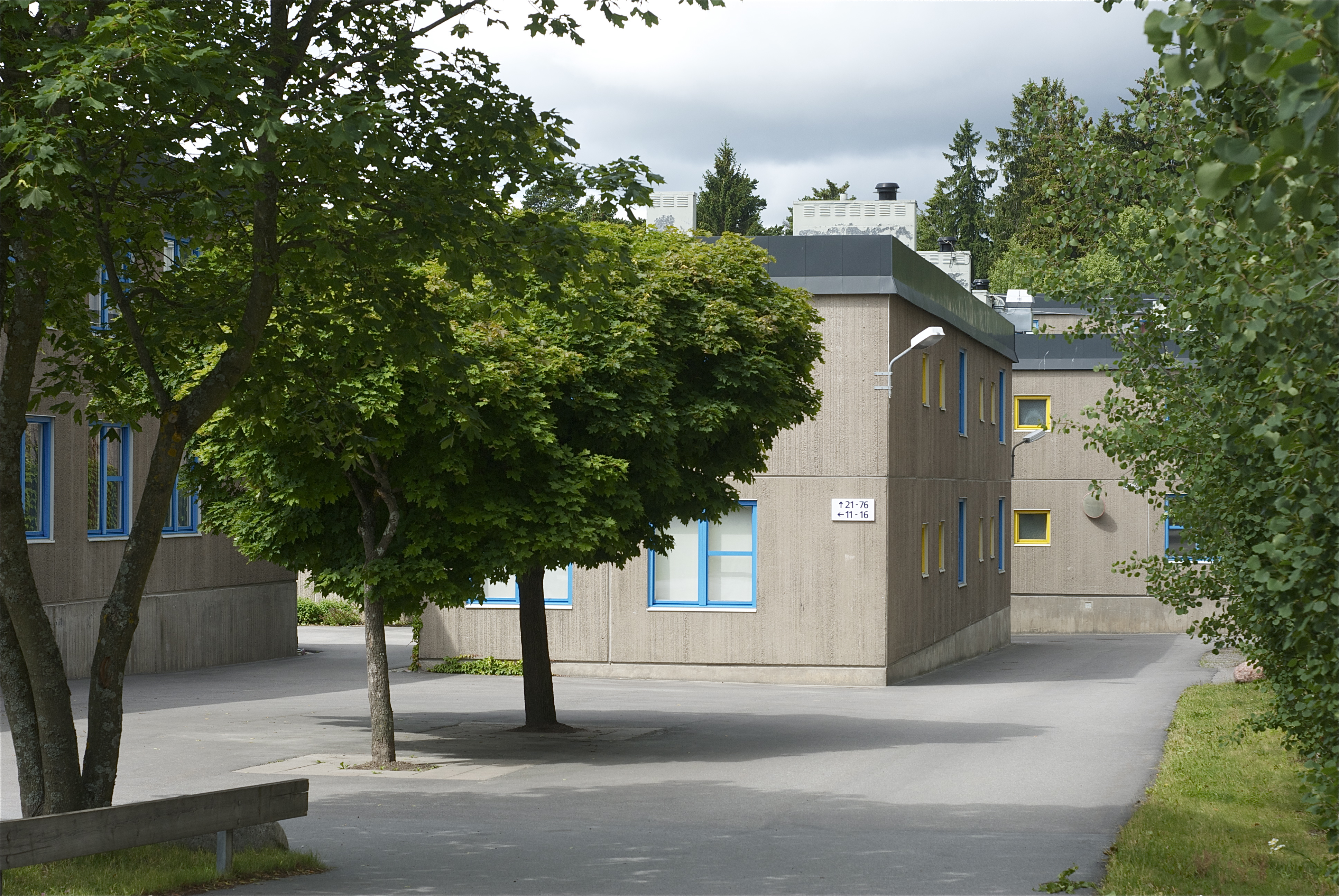
Några av låghusen.
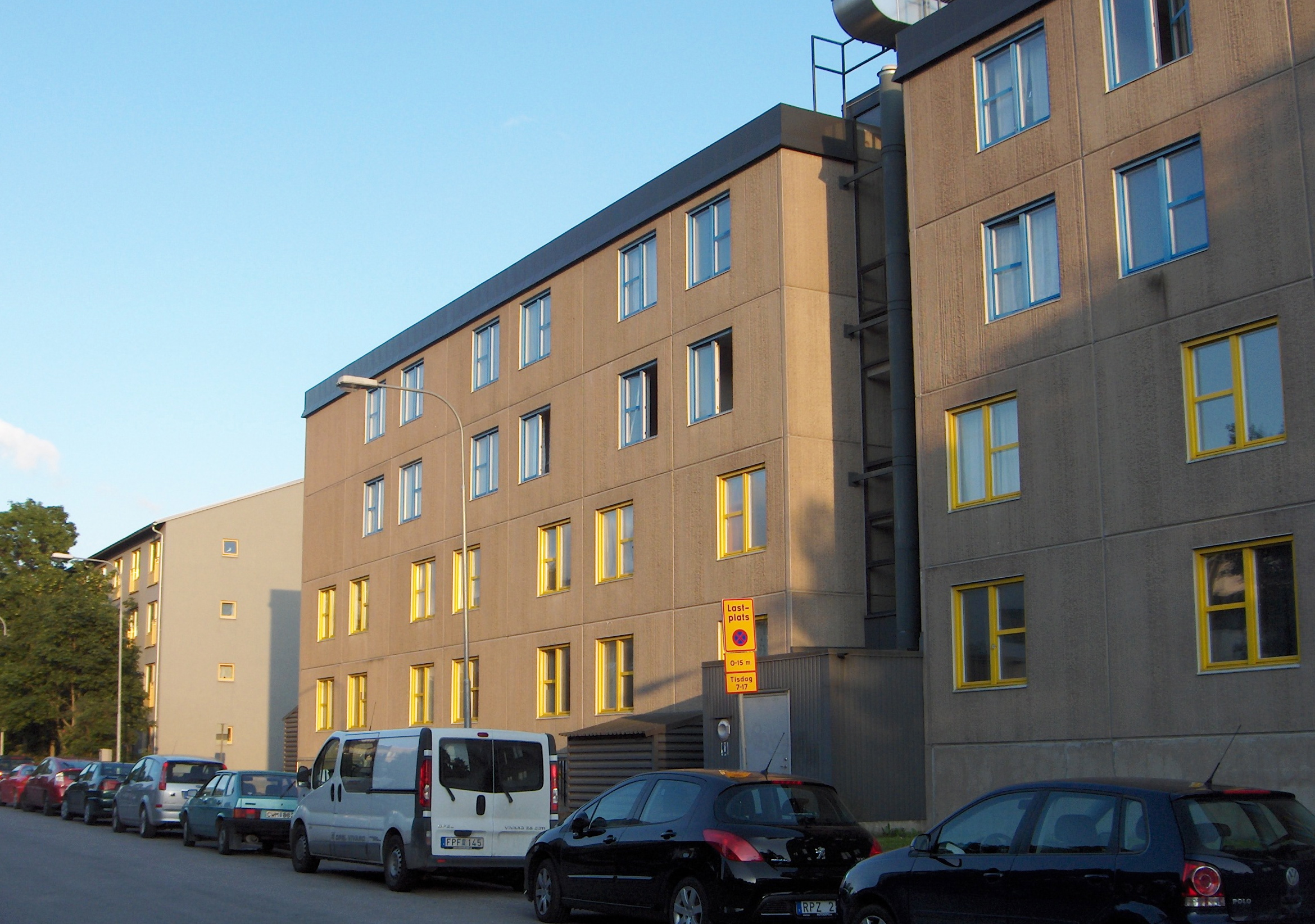
Fasader mot Illerstigen.
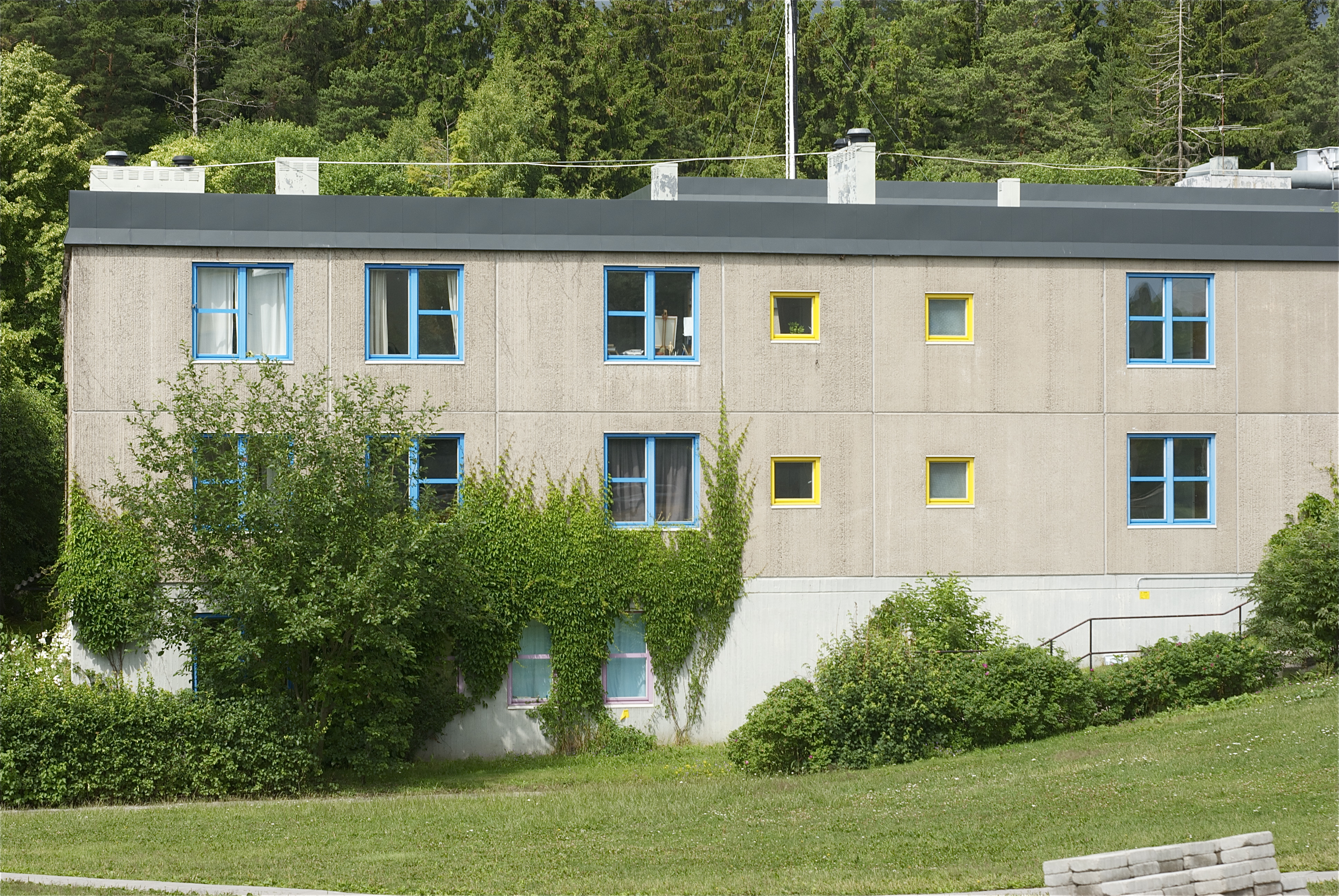
Fasad mot den inre parken.
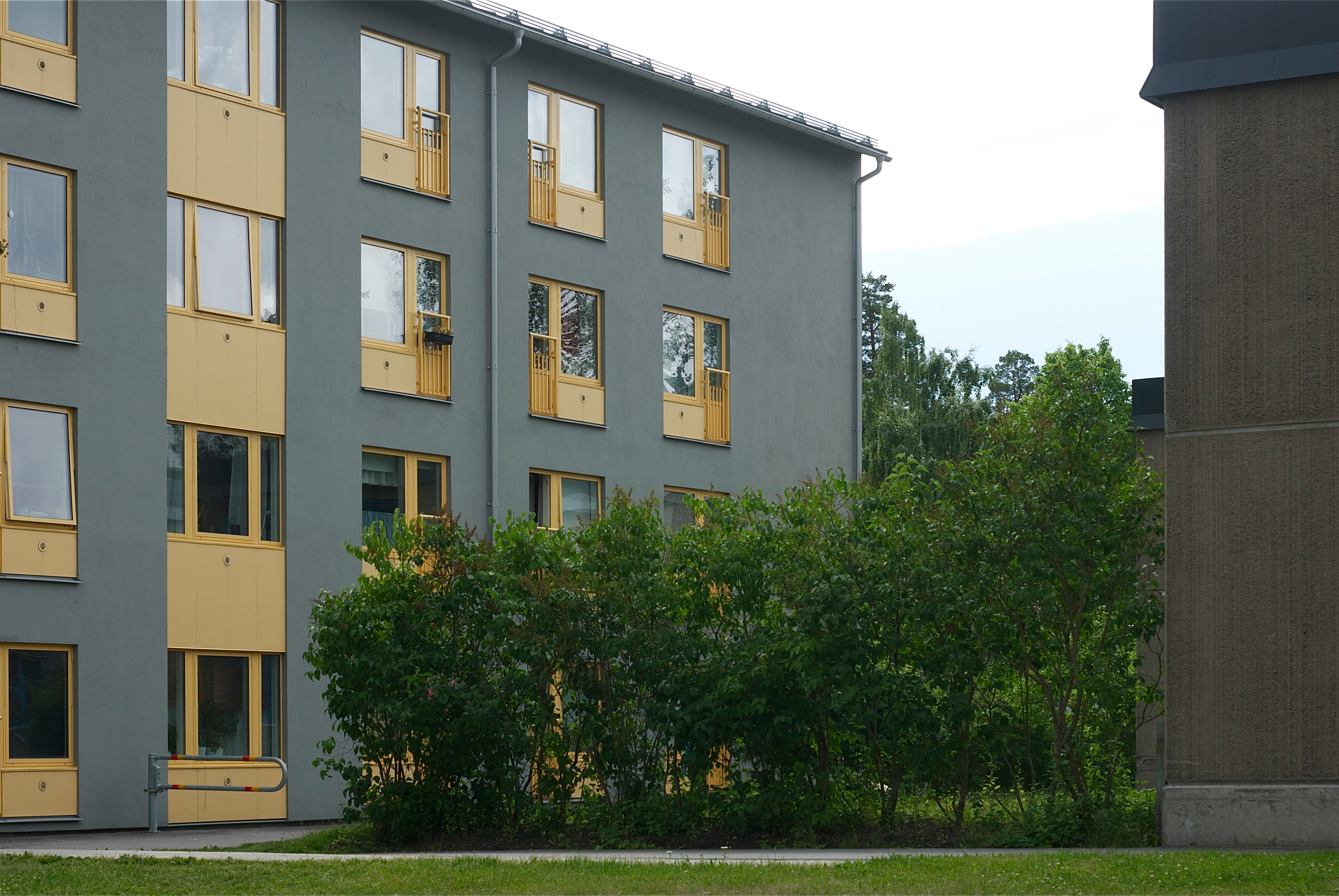
Parti av den nyare bebyggelsen.
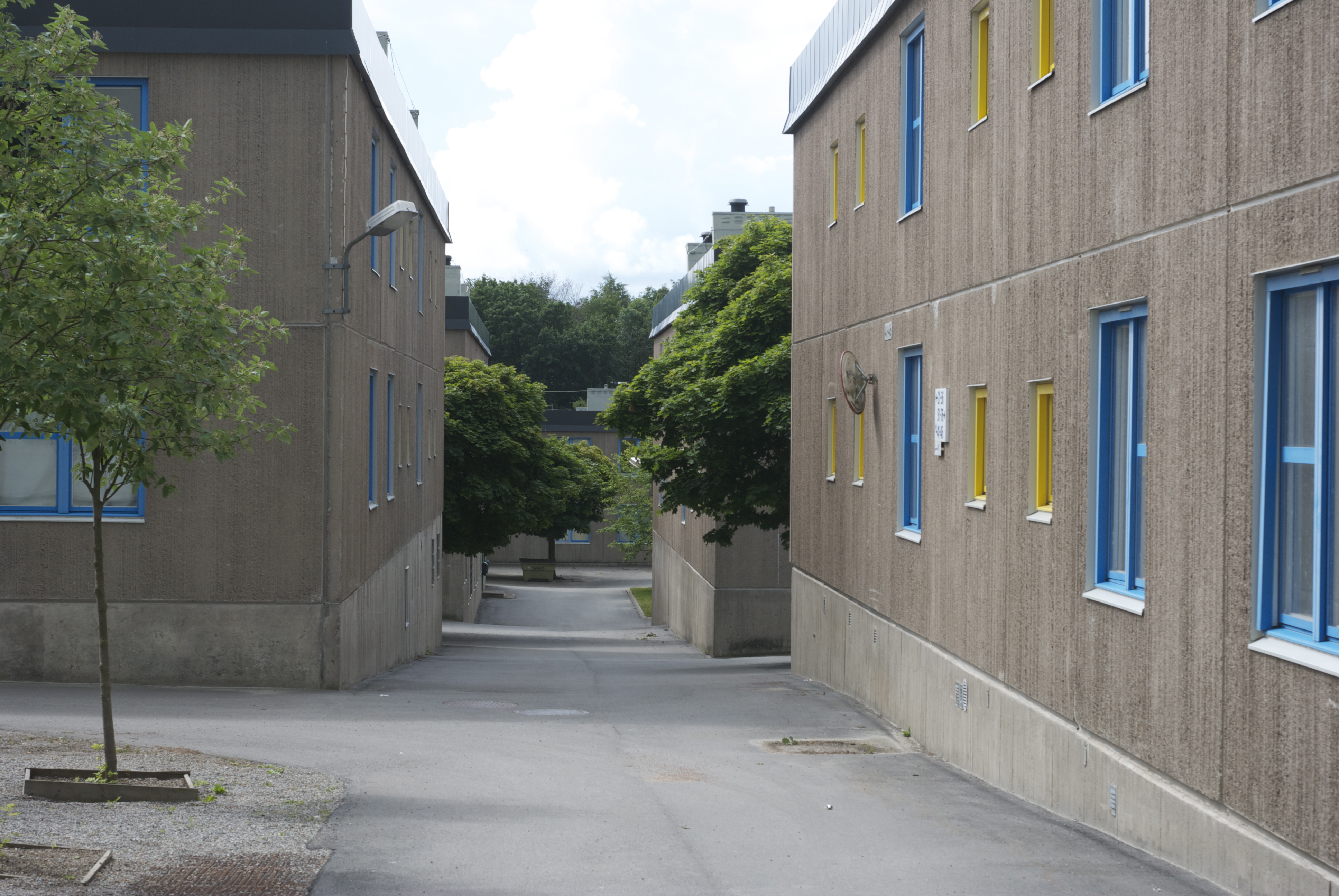
Några av låghusen.
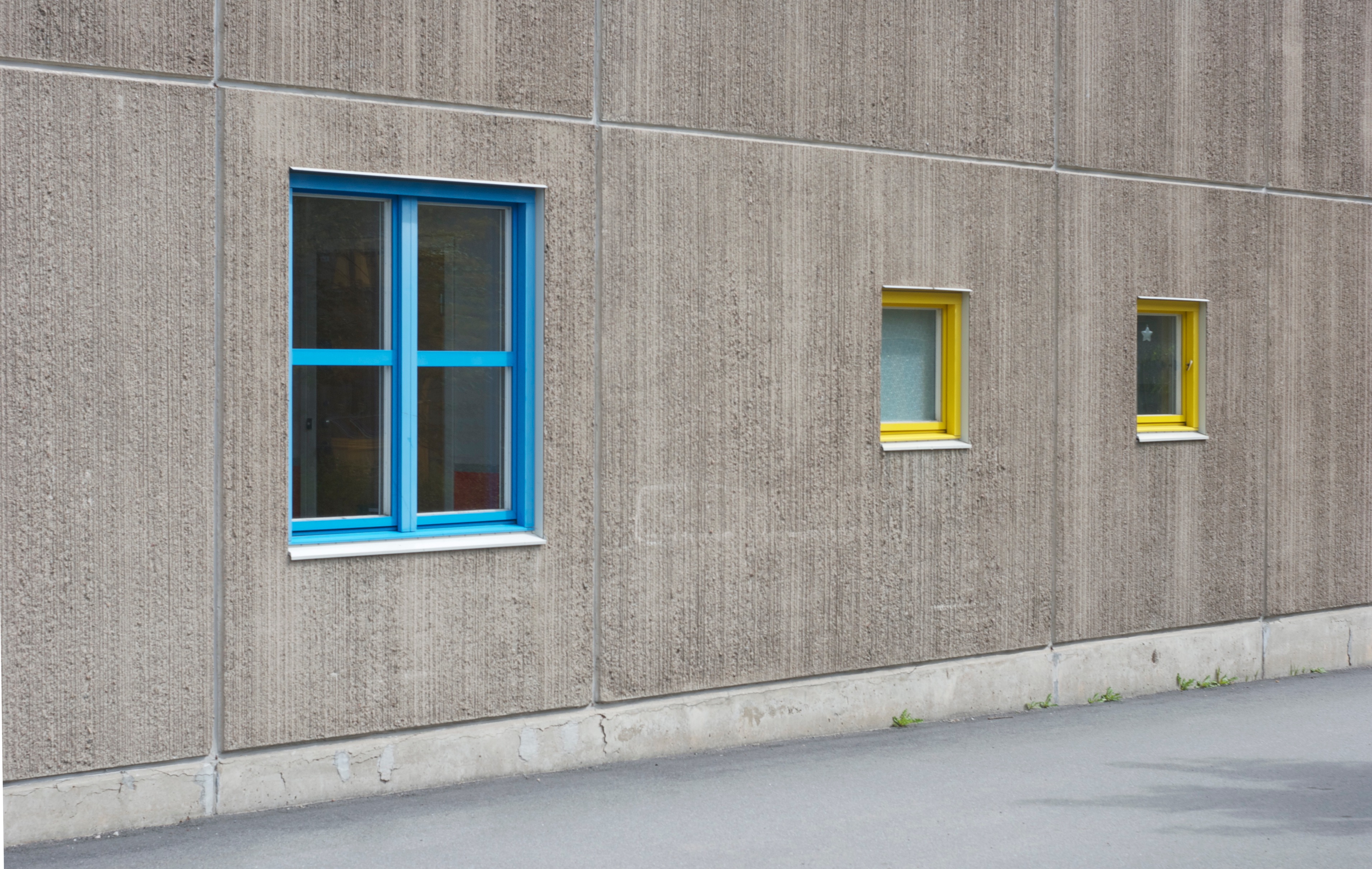
Detalj av fasaden.
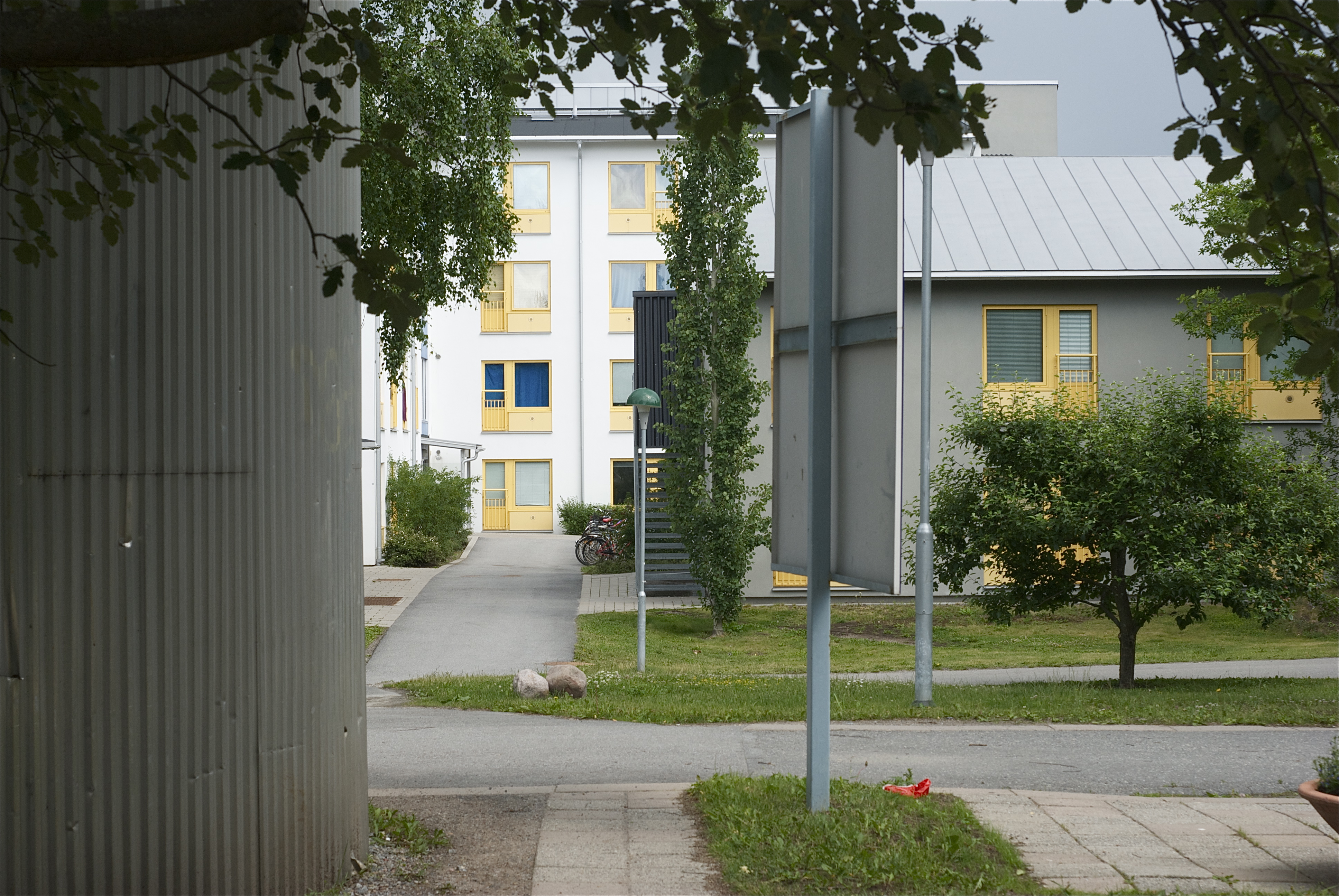
Parti av den nyare bebyggelsen.
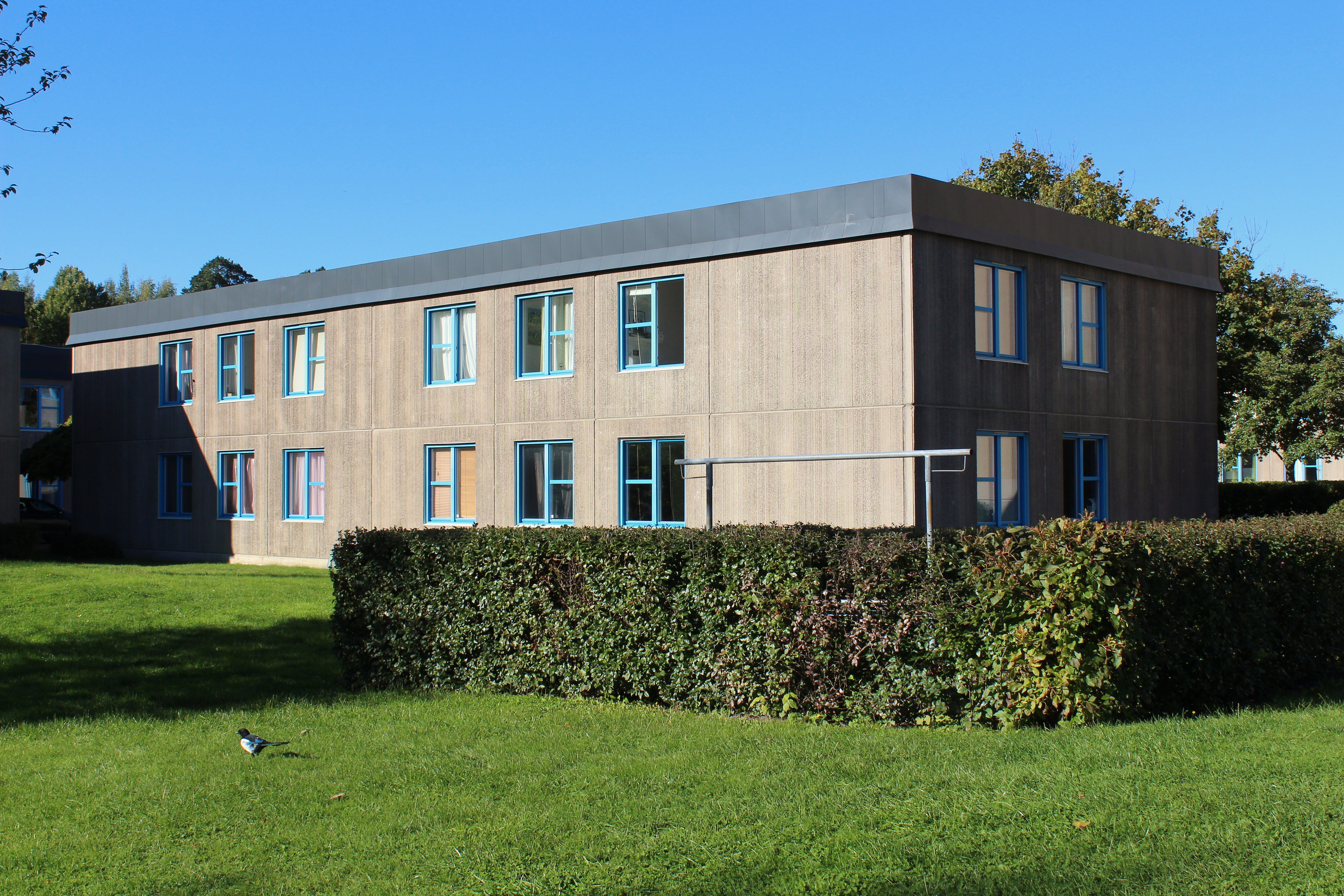
Ett av låghusen.